# Kumled
Kumled er en bebyggelse i Brede Sogn i Sønderjylland. Kumled ligger ca. 2 km nordøst for Bredebro, på nordsiden af Løgumklostervej, som er landevejen mod Løgumkloster.
Kumled hed tidligere Kummerlev. Der findes dog på stedet stadig en vej med navnet Kummerlev.
På tysk - i den tyske tid før 1920 - hed bebyggelsen Kummerleff eller Kommerlev med o.
En anden tidligere brugt form var Kummerled med d, og det er denne version, som senere blev forkortet til Kumled.
|  | Denne artikel om lokaliteten Kumled kan blive bedre, hvis der indsættes et (bedre) billede. Du kan hjælpe ved at afsøge Wikimedia Commons for et passende billede eller lægge et op på Wikimedia Commons med en af de tilladte licenser og indsætte det i artiklen. |

55°03′56″N 8°51′42″Ø / 55.0656°N 8.8618°Ø